# Gianni Festa
Gianni Festa (Avellino, 1º dicembre 1940) è un giornalista italiano.

## Biografia
Nel 1960 fonda e dirige il settimanale cattolico “Il Ponte”, al quale viene assegnato il Premio Cultura della Presidenza del Consiglio. Nel 1964 è redattore del Corriere dell’Irpinia, settimanale fondato da Guido Dorso nel 1923. Iscritto all’albo dei giornalisti pubblicisti fin dal 1965, nel 1968 diventa direttore del Corriere dell’Irpinia. Nel 1970 darà vita a una nuova esperienza editoriale, fonda e dirige il quindicinale “Proposta Sud”, rivista a diffusione regionale che affronta i temi della questione meridionale, alla quale collaborano Aristide Savignano, Gianfranco Pasquino, Francesco Saverio Festa, Pio Falcolini.
Nel 1972 comincia la collaborazione con “Il Mattino”, presso la redazione di Avellino. Nel 1974 dirige la prima televisione in Irpinia, Telelodo, la seconda in Campania. Nel 1977 comincia l’esperienza di corrispondente de “Il Giorno” di Milano. Nel 1978, viene assunto al “Mattino”, redazione di Salerno. Nello stesso anno fonda e dirige “La Redazione” di Salerno, settimanale di attualità politica. Dal 1979 è giornalista professionista, quindi la nomina a caposervizio della redazione del Mattino di Salerno, responsabile della redazione, attività che affianca a quella di corrispondente de “Il Messaggero” di Roma.
E’, però, al Mattino che il suo nome resta a lungo legato, nel 1981 entra nella redazione centrale in qualità di responsabile dei servizi delle pagine regionali. Nel 1982 il salto di qualità, diventa inviato speciale, è inviato di guerra in Libano, al seguito del Giovanni Paolo II, inviato in Sicilia per i grandi delitti di mafia, da Chinnici a Cassarà e Lima. Nel 1983 l’elezione nel comitato di redazione de “Il Mattino”  e nel coordinamento dei comitati di redazione del gruppo “Corriere della Sera”. Non dimentica la sua passione per il giornalismo televisivo, nel 1984 assume la direzione dell’emittente privata TeleAvellino con interviste curate da Ruggero Orlando, Antonio Aurigemma, Giuseppe Pisano.
Nel 1985 viene eletto, per due mandati consecutivi, nel Consiglio Regionale dell’Ordine dei giornalisti. Nel 1987 assume la direzione dell’emittente privata “Telequasar”. Nel 1988 è la volta di Irpinia Tv, da lui fondata, di cui diventa direttore. Nel 1989 dirige l’emittente “Telenews”, nel 1990 viene eletto nel Consiglio Nazionale dell’Ordine dei Giornalisti, nel 1990 è vice redattore capo dei servizi politici de “Il Mattino” con l’incarico di inviato speciale. Nel 1992 la nomina a redattore capo centrale de “Il Mattino” con la responsabilità di guida dei Dipartimenti Politica e Cronache Italiane su incarica del direttore Sergio Zavoli.  Nel 1995 una nuova scommessa, fonda il quotidiano in Irpinia, a diffusione regionale, “Ottopagine”, che lascia nell’aprile 2000. Nel maggio del 2000 fonda il quotidiano “Corriere” del quale è direttore. Nel 2002 accetta l’incarico di direttore dell’emittente televisiva Telenostra, la più prestigiosa testata irpina, il cui segnale è irradiato anche sul digitale terrestre. Dal novembre 2008 al luglio 2014 è presidente del Co.Re.Com (Comitato Regionale per le comunicazioni) e membro del Coordinamento Nazionale dei Corecom Italia.
Dal 1 luglio 2015 è direttore responsabile del Quotidiano del Sud, da lui fondato, con redazioni in Calabria, Basilicata e Campania. Nel gennaio 2015 dirige l’edizione campana del Quotidiano del Sud. È autore di numerose pubblicazioni ed è presente nella bibliografia di settore. La linea editoriale si è sempre contraddistinta per l'impegno meridionalista ispirato a Guido Dorso.
Tra i libri pubblicati: “Il grande inganno, il federalismo differenziato la questione meridionale e il tradimento del Sud” Terebinto edizioni. “ Da Matera a Portici per raccontare il Sud. Rocco Scorellaro tra Manlio Rossi Doria e Carlo Levi” Edizioni Delta 3  “La poesia della terra” Pasquale Stiso il poeta contadino del Mezzogiorno”. Edizione Delta 3 . Ha tra l'altro curato personaggi del Sud in Dizionario Biografico Irpino Terebinto edizioni.
Nel 2023 nasce il nuovo "Corriere dell'Irpinia" sotto la sua direzione sotto forma di settimanale.